# Old Lochmaben Castle
„Old“ Lochmaben Castle ist eine abgegangene Niederungsburg vom Typus einer Motte auf einer Landzunge zwischen Loch Kirk und Loch Castle in Lochmaben in der schottischen Council Area Dumfries and Galloway.

## Geschichte
Die Motte ließ der Clan Bruce, Lords of Annandale im 12. Jahrhundert errichten. Nach der teilweisen Zerstörung von Annan Castle durch eine Flut im 12. Jahrhundert wurde Lochmaben Castle der Familiensitz der Bruces.
1298 nahm König Eduard I. von England die Burg ein. Er ließ mit Ausbauarbeiten an der Burg beginnen, entschied sich dann aber bald, ein neues Lochmaben Castle als Ersatz südöstlich des alten Standortes bauen zu lassen.